# Austrothaumalea capricornis
Austrothaumalea capricornis är en tvåvingeart som beskrevs av Günther Theischinger 1986. Austrothaumalea capricornis ingår i släktet Austrothaumalea och familjen mätarmyggor. Inga underarter finns listade.